# Sandy Creek (Caroline du Nord)
Pour les articles homonymes, voir Sandy Creek.
Sandy Creek est une ville américaine située dans le comté de Brunswick en Caroline du Nord.
En 2020, sa population était de 248 habitants.

## Démographie
| 1990 | 2000 | 2010 | 2020 | - | - |
| ---- | ---- | ---- | ---- | - | - |
| 243  | 246  | 260  | 248  | - | - |

## Traduction
- (en) Cet article est partiellement ou en totalité issu de l’article de Wikipédia en anglais intitulé « Sandy Creek, North Carolina » (voir la liste des auteurs).